# Joseph Samson (acteur)
Pour les articles homonymes, voir Joseph Samson.
Joseph-Isidore Samson, né le 2 juillet 1793 à Saint-Denis et mort le 29 mars 1871 à Paris 16e, est un comédien et auteur dramatique français.

## Biographie
Le père de Joseph Samson est limonadier. Après avoir été pensionnaire à Belleville, il est placé comme petit clerc chez un avoué de Corbeil. Puis, revenu à Paris, il est commis dans un bureau de loterie. À 16 ans, il entre au Conservatoire. Il reçoit le premier prix de comédie. Il débute à Dijon puis rejoint théâtre de Rouen. Son talent reconnu, il est recruté par Louis-Benoît Picard au théâtre de l'Odéon, reconstruit. La Comédie-Française le recrute et il devient sociétaire en 1827. Confronté à de problèmes financiers, il est marié et a quatre enfants, il entre au théâtre du Palais-Royal puis retourne à la Comédie-Française. Il est professeur de déclamation au Conservatoire.
Les pièces qu'il écrit sont données tant à la Comédie-Française qu'à l'Odéon.
Il crée, avec le baron Isidore Taylor, la Société des artistes dramatiques. En 1855, il installe, au Conservatoire une chaire d'histoire et de littérature appliquée à l'art dramatique.
Il donne une représentation de départ à la retraite en 1853 mais ce n'est qu'en 1863 qu'il arrête de jouer.
En 1864, il est nommé chevalier de la Légion d'honneur.
Entre 1867 et 1871, il est locataire à l'hôtel Véron, 16 rue d'Auteuil (16e arrondissement de Paris).

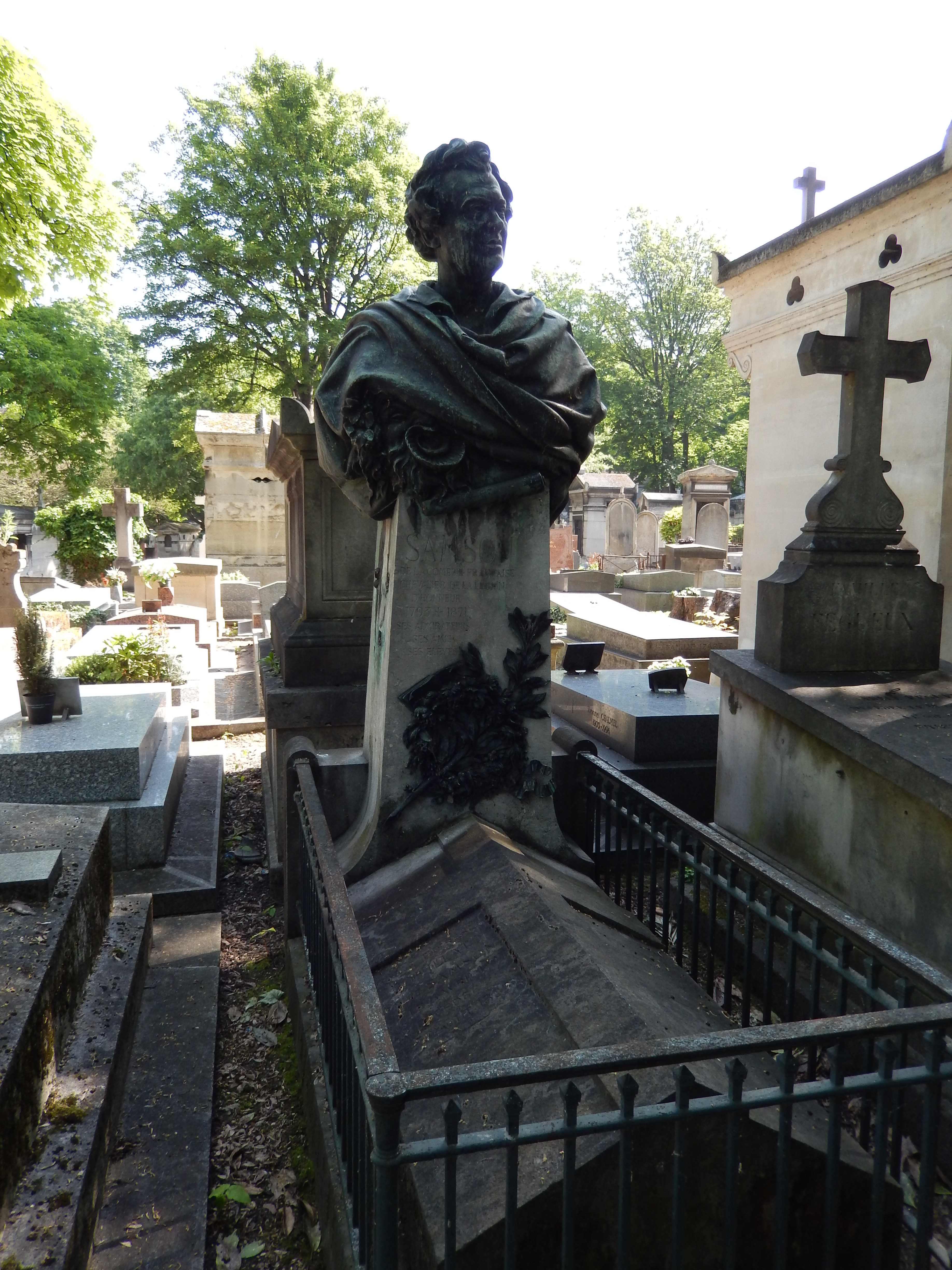
Tombe de Joseph Samson au cimetière de Montmartre (division 22).

Il meurt en 1901 au no 9 hameau de Boulainvilliers, dans le même arrondissement et est inhumé au cimetière de Montmartre (division 22).

## Publications
Théâtre

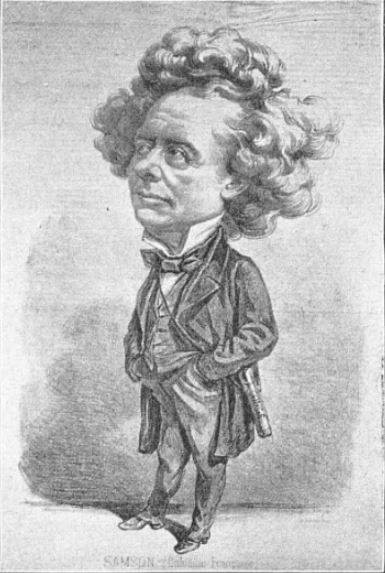
Caricature de Joseph Isidore Samson.

- La Fête de Molière, comédie épisodique en 1 acte et en vers, Paris, Théâtre de l'Odéon, 15 janvier 1825
- La Belle-mère et le gendre, comédie en 3 actes, en vers, Paris, Théâtre de l'Odéon, 20 avril 1826
- Un veuvage, comédie en 3 actes et en vers, Paris, Théâtre-Français, 27 mai 1842
- Un péché de jeunesse, comédie en 1 acte, mêlée de chant, avec Jules de Wailly. Paris, Théâtre du Vaudeville, 28 mars 1843
- La Famille Poisson, ou les Trois Crispins, comédie en 1 acte, Paris, Théâtre-Français, 15 décembre 1845
- La Dot de ma fille, comédie en 1 acte, en vers, Paris, Théâtre-Français, 13 décembre 1854

Varia
- Collection des rapports faits par M. Samson, de l'Association de secours mutuels entre les artistes dramatiques, 1851 Texte en ligne
- Mémoires de Samson de la Comédie-Française, Paris, Paul Ollendorff éditeur, 1882, 2e éd., XXI-338 p. (lire en ligne)
- L'Art théâtral, 2 vol., 1863-1865

## Théâtre

### Carrière à laComédie-Française
Entrée  en 1826
Nommé 241e sociétaire en 1827
Départ en 1863
Doyen de 1842 à 1863
(source : Base documentaire La Grange sur le site de la Comédie-Française)
- 1826 : Le Barbier de Séville de Beaumarchais : Figaro
- 1826 : La Mère coupable de Beaumarchais : Figaro
- 1826 : Le Misanthrope de Molière : Dubois
- 1826 : Les Plaideurs de Jean Racine : L'Intimé
- 1826 : L'Agiotage de Louis-Benoît Picard et Adolphe Simonis Empis : Laurent
- 1826 : L'Argent de Casimir Bonjour : Tournefort
- 1826 : Une aventure de Charles V de Jean-Baptiste-Pierre Lafitte : Béranger
- 1826 : Les Précieuses ridicules de Molière : Jodelet
- 1826 : Le Tasse d'Alexandre Duval : le concierge
- 1827 : Lambert Simnel ou le Mannequin politique de Louis-Benoît Picard et Adolphe Simonis Empis : Sommerville
- 1827 : Le Mariage de Figaro de Beaumarchais : Grippesoleil
- 1827 : Emilia d'Alexandre Soumet : Alaser
- 1827 : L'Ami de tout le monde d'Alexandrine-Sophie de Bawr : Germain
- 1827 : Racine d'Auguste Brizeux et Philippe Busoni : Despréaux
- 1828 : Molière de François Dercy : Durville
- 1828 : La Princesse Aurélie de Casimir Delavigne : le duc d'Albane
- 1828 : Le Mariage de Figaro de Beaumarchais : Bridoison ; puis Figaro
- 1828 : Jamais à propos de Louis-Benoît Picard et Adolphe Simonis Empis : Fleuriet
- 1828 : L'École de la jeunesse ou le Sage de vingt ans de Victor Draparnaud : Robert
- 1828 : Olga ou l'Orpheline moscovite de Jacques-François Ancelot : Fédor
- 1828 : Le Tartuffe ou l'Imposteur de Molière : Cléante
- 1828 : Les Intrigues de cour d'Étienne de Jouy : Don Lopès
- 1828 : La Duchesse et le page d'Antony Béraud : Flegmann
- 1829 : Henri III et sa cour d'Alexandre Dumas : Anne de Joyeuse
- 1829 : Le Bon garçon de Louis-Benoît Picard et Édouard-Joseph-Ennemond Mazères : Beaugrand
- 1829 : Le Complot de famille d'Alexandre Duval : Durand
- 1829 : Les Femmes savantes de Molière : Trissotin[6]
- 1829 : Une journée d'élection d'Alexandre-Jean-Joseph de La Ville de Mirmont : Thomas
- 1829 : La Petite ville de Louis-Benoît Picard : Delille
- 1830 : Hernani de Victor Hugo : Don Ricardo
- 1830 : Un an ou le Mariage d'amour de Jacques-François Ancelot : Pierre
- 1830 : Les Deux Anglais de Pierre-François Camus de Merville : John Pearce
- 1830 : Trois jours d'un grand peuple de Jean-Henri-Michel Nouguier : Germain
- 1830 : La Dame et la demoiselle d'Adolphe Simonis Empis et Édouard-Joseph-Ennemond Mazères : Louis
- 1830 : Don Carlos de Talabot : le légat
- 1831 : Un jeu de la fortune ou les Marionnettes de Louis-Benoît Picard : Gaspard
- 1831 : Charlotte Corday de Hippolyte-François Regnier-Destourbet : Antonin
- 1832 : Louis XI de Casimir Delavigne : Olivier
- 1832 : Les Comédiens de Casimir Delavigne : Bellerose
- 1832 : L'Alcade de Molorido de Louis-Benoît Picard : Tenorio
- 1832 : Clotilde de Frédéric Soulié et Adolphe Bossange : Joseph
- 1832 : Le Voyage interrompu de Louis-Benoît Picard : Jolivet
- 1832 : Ma place et ma femme de Jean-François Bayard et Gaston de Wailly : Laroche
- 1832 : Le roi s'amuse de Victor Hugo : Marot
- 1832 : Henriette et Raymond ou l'Artisan jaloux de Chaumont : Bertrand
- 1833 : La Fête de Molière de Joseph-Isidore Samson
- 1833 : La Jalousie du Barbouillé de Molière : le docteur
- 1833 : Le Presbytère de Casimir Bonjour : Martin
- 1833 : Plus de peur que de mal de Hippolyte-Nicolas-Just Auger :  Dumont
- 1833 : Le Médecin volant de Molière : Sganarelle
- 1833 : La Conspiration de Cellamare de Jean-Baptiste-Rose-Bonaventure Violet d'Épagny, Saint-Esteben et Jean Vatout : Dubois
- 1833 : Luxe et indigence ou le Ménage parisien Jean-Baptiste-Rose-Bonaventure Violet d'Épagny :  Arthur
- 1833 : Le Marquis de Rieux de Jean-Baptiste-Rose-Bonaventure Violet d'Épagny et Henri Dupin : de Vignolles
- 1833 : L'Alibi d'Alexandre de Longpré : Balot
- 1833 : L'Enfant trouvé de Louis-Benoît Picard et Édouard-Joseph-Ennemond Mazères : Delbar
- 1833 : L'École des bourgeois de Léonor Soulas d'Allainval : Pot-de-vin
- 1833 : Bertrand et Raton ou l'Art de conspirer d'Eugène Scribe : Bertrand de Rantzau
- 1834 : La Passion secrète d'Eugène Scribe : Desrosoirs
- 1834 : Heureuse comme une princesse de Jacques-François Ancelot et Anatole Laborie : le médecin Fagon
- 1834 : L'Ambitieux d'Eugène Scribe : Neuborough
- 1835 : Le Bourgeois gentilhomme de Molière : M. Jourdain
- 1835 : Richelieu ou la Journée des dupes de Népomucène Lemercier : Vautier
- 1835 : Une présentation d'Alphonse-François Dercy de François et Narcisse Fournier : Griffel
- 1835 : Le Mariage forcé de Molière : Pancrace
- 1835 : Don Juan d'Autriche de Casimir Delavigne : Quexada
- 1836 : Lord Novart d'Adolphe Simonis Empis : Novart
- 1836 : Une famille au temps de Luther de Casimir Delavigne : Marco
- 1836 : Un procès criminel de Joseph-Bernard Rosier : Grantois
- 1836 : Le Maréchal de l'Empire de Pierre-François Camus de Merville : le maréchal
- 1837 : La Camaraderie ou la Courte échelle d'Eugène Scribe : comte de Miremont
- 1837 : La Vieillesse d'un grand roi de Joseph-Philippe-Simon Lockroy et Auguste Arnould : Simon
- 1837 : Julie ou une séparation d'Adolphe Simonis Empis : Préval
- 1837 : Le Misanthrope de Molière : Oronte
- 1837 : La Marquise de Senneterre de Mélesville et Charles Duveyrier : le commandeur
- 1837 : Les Indépendants d'Eugène Scribe : d'Hennebon
- 1838 : L'Attente de Marie Senan : M. Dor
- 1838 : L'Impromptu de Versailles de Molière : Molière
- 1838 : Faute de s'entendre de Charles Duveyrier : Beauplan
- 1838 : La Popularité de Casimir Delavigne : Caverly
- 1839 : Le Comité de bienfaisance d'Augustin-Jules de Wailly et Charles Duveyrier : Bonnefonds
- 1839 : La Course au clocher de Félix Arvers : de Villiers
- 1839 : Le Susceptible d'Amédée Rousseau de Beauplan : Vincent
- 1839 : Il faut que jeunesse se passe de Michel-Nicolas Balisson de Rougemont : le vicomte de Brassac
- 1839 : L'Ami de la maison de Jules Cordier : Roland
- 1839 : Un cas de conscience de Charles Lafont : Verna
- 1840 : La Calomnie d'Eugène Scribe : Coquenet
- 1840 : Japhet ou la Recherche d'un père d'Eugène Scribe et Émile-Louis Vanderburch : Plumcake
- 1840 : Lautréamont de Prosper-Parfait Goubaux et Eugène Sue : Docteur Claudius
- 1841 : Le Second mari de Félix Arvers : Jollivet
- 1841 : Le Conseiller rapporteur de Casimir Delavigne : Labranche
- 1841 : La Protectrice d'Émile Souvestre et Claire Brune : M. de Bercourt
- 1841 : La Prétendante de Prosper-Parfait Goubaux et Eugène Sue : Jacques Ier
- 1841 : Une chaîne d'Eugène Scribe : Clérambeau
- 1842 : Un veuvage de Joseph-Isidore Samson : Ménars (auteur et interprète)
- 1842 : Le Portrait vivant de Mélesville et Léon Laya : le marquis de Pons
- 1843 : Les Grands et les petits de Charles Jean Harel : Della Porta
- 1843 : Les Deux ménages de Louis-Benoît Picard, Alexis-Jacques-Marie Vafflard et Fulgence de Bury : Bourdeuil
- 1844 : L'Héritière d'Adolphe Simonis Empis : Saint-Laurent
- 1845 : Guerrero ou la Trahison d'Ernest Legouvé : don Lopez
- 1845 : Une bonne réputation d'Auguste Arnould : Julien
- 1845 : Le Gendre d'un millionnaire de Charles-Henri Ladislas Laurençot et Hippolyte-Jules Demolière : Thomassin
- 1845 : La Tour de Babel de Pierre-Charles Liadières : Bardolph
- 1845 : La Famille Poisson ou les Trois Crispin de Joseph-Isidore Samson : Paul (auteur et interprète)
- 1846 : La Chasse aux fripons de Camille Doucet : Simon
- 1846 : Don Gusman ou la Journée d'un séducteur d'Adrien Decourcelle : l'alcade
- 1847 : Dom Juan ou le Festin de Pierre de Molière : Sganarelle
- 1847 : Scaramouche et Pascariel de Michel Carré : Pascariel
- 1847 : Pour arriver d'Émile Souvestre : Randel
- 1848 : La Marinette ou le Théâtre de la farce d'Adrien Decourcelle : Guillaume
- 1848 : L'Aventurière d'Émile Augier : Mucarade
- 1848 : Le roi attend de George Sand : Molière
- 1849 : La Corruption d'Amédée Lefebvre : Caillard
- 1849 : L'Amitié des femmes d'Édouard-Joseph-Ennemond Mazères : Chapoussard
- 1849 : La Paix à tout prix d'Ernest Serret : Dupuis
- 1849 : Adrienne Lecouvreur d'Eugène Scribe et Ernest Legouvé : le prince de Bouillon
- 1849 : Gabrielle d'Émile Augier : Tamponnet
- 1850 : Les Deux célibats d'Augustin-Jules de Wailly et Charles Duveyrier : Dubreuil
- 1850 : Le Chandelier d'Alfred de Musset : Maître André
- 1850 : Les Contes de la reine de Navarre d'Eugène Scribe et Ernest Legouvé : Charles Quint
- 1850 : Le Joueur de flûte d'Émile Augier : Psaumis
- 1852 : Le Tartuffe ou l'Imposteur de Molière : Tartuffe
- 1855 : Mademoiselle de La Seiglière de Jules Sandeau : le marquis de La Seiglière
- 1857 : Chatterton d'Alfred de Vigny : le quaker
- 1861 : Les Femmes savantes de Molière : Vadius
- 1862 : Le Fils de Giboyer d'Émile Augier : Marquis d'Auberive
- 1862 : Le Bourgeois gentilhomme de Molière : M. Jourdain

### Hors Comédie-Française
- 1826 : Césarine ou la Courtisane amoureuse de Fernand Langlé et Paul Duport, théâtre du Vaudeville : de Miremont